# Mahmoud Abbas
Mahmud Abas (arapski: محمود عباس; Safed, 26. ožujka, 1935.), poznat kao Abu Mazen (ابو مازن) predsjednik je Palestinske Samouprave (PNA).
Abas je vodeći političar u Fatahu i, trenutno, predsjedavajući Palestinske Oslobodilačke Organizacije (PLO), izabran 11. studenog 2004., poslije smrti Jasera Arafata. Prije nego što je imenovan za premijera, Abas je bio na čelu odjela za pregovore PLO-a. Bio je premijer Palestinske uprave (PA) od ožujka do listopada 2003., kada je dao ostavku zbog borbe za vlast s Arafatom. Na Zapadu ima reputaciju čovjeka s "umjerenim utjecajem" u Palestinskoj upravi, s iskrenom težnjom za ostvarivanje mira. Ipak mnogi smatraju da je njegov pristup suviše pomirljiv, i da je sklon da naškodi palestinskim pravima kako bi se umilostivio Izraelu i SAD. 
Njegovo ime Abu Mazen (hrv. Otac Mazena) je počasna titula, koja izražava popularni običaj u palestinskom društvu, i odražava njegovu ulogu kao oca Mazena, svog najstarijeg sina. Među Arapima ovakvo je ime česta pojava.